# Libéma Open 2022
Libéma Open 2022 byl společný tenisový turnaj mužského okruhu ATP Tour a ženského okruhu WTA Tour, který se odehrával v Autotron parku na otevřených travnatých dvorcích. Konal se mezi 6. až 12. červnem 2022 v nizozemském Rosmalenu u 's-Hertogenbosche jako třicátý první ročník turnaje. V letech 2020 a 2021 se nekonal pro koronavirovou pandemii.
Mužská polovina dotovaná 725 540 eury patřila do kategorie ATP Tour 250. Ženská část s rozpočtem 203 024 dolarů byla součástí WTA 250. Nejvýše nasazenými hráči v soutěžích dvouher se stali poražení finalisté, druhý hráč žebříčku Daniil Medveděv a světová šestka Aryna Sabalenková. Medveděv se po skončení vrátil do čela klasifikace a podruhé se stal světovou jedničkou. Jako poslední přímý účastník do dvouhry nastoupil 82. tenista pořadí, Chilan Alejandro Tabilo. V důsledku invaze Ruska na Ukrajinu na konci února 2022 řídící organizace tenisu ATP, WTA a ITF s grandslamy rozhodly, že ruští a běloruští tenisté mohli dále na okruzích startovat, ale do odvolání nikoli pod vlajkami Ruska a Běloruska.
Mužskou dvouhru ovládl 25letý Nizozemec Tim van Rijthoven, jenž si připsal premiérový titul na okruhu ATP Tour, na němž po šesti letech odehrál teprve druhou hlavní soutěž. Z pozice 205. hráče žebříčku se stal nejníže postaveným šampionem v probíhající sezóně. Druhou singlovou trofej na okruhu WTA Tour získala 27letá Jekatěrina Alexandrovová.
Pátou párovou trofej z mužské čtyřhry, a první z travnatého povrchu, si odvezl nizozemsko-britský pár Wesley Koolhof a Neal Skupski. Debutový společný start v ženské čtyřhře proměnily v titul Australanka Ellen Perezová se Slovinkou Tamarou Zidanšekovou.

## Rozdělení bodů a finančních odměn

### Rozdělení bodů
| Soutěž       | Soutěž       | vítězové | finalisté | semifinalisté | čtvrtfinalisté | 16 v kole | 32 v kole | Q  | Q2 | Q1 |
| ------------ | ------------ | -------- | --------- | ------------- | -------------- | --------- | --------- | -- | -- | -- |
| dvouhra mužů | [ 4 ] [ 13 ] | 250      | 150       | 90            | 45             | 20        | 0         | 12 | 6  | 0  |
| čtyřhra mužů | [ 14 ]       | 250      | 150       | 90            | 45             | 0         | —         | —  | —  | —  |
| dvouhra žen  | [ 3 ] [ 15 ] | 280      | 180       | 110           | 60             | 30        | 1         | 18 | 12 | 1  |
| čtyřhra žen  | [ 16 ]       | 280      | 180       | 110           | 60             | 1         | —         | —  | —  | —  |

### Finanční odměny
| Soutěž                                | Soutěž       | vítězové | finalisté | semifinalisté | čtvrtfinalisté | 16 v kole | 32 v kole | Q2      | Q1      |
| ------------------------------------- | ------------ | -------- | --------- | ------------- | -------------- | --------- | --------- | ------- | ------- |
| dvouhra mužů                          | [ 4 ] [ 13 ] | 98 580 € | 57 505 €  | 33 805 €      | 19 595 €       | 11 375 €  | 6 950 €   | 3 475 € | 1 895 € |
| dvouhra žen                           | [ 3 ] [ 15 ] | 26 770 € | 15 922 €  | 8 870 €       | 5 000 €        | 3 065 €   | 2 200 €   | 1 613 € | 1 047 € |
| čtyřhra mužů                          | [ 14 ]       | 34 250 € | 18 320 €  | 10 750 €      | 6 000 €        | 3 540 €   | —         | —       | —       |
| čtyřhra žen                           | [ 16 ]       | 9 680 €  | 5 400 €   | 3 185 €       | 1 895 €        | 1 450 €   | —         | —       | —       |
| částka ve čtyřhrách je uvedena na pár |              |          |           |               |                |           |           |         |         |

## Dvouhra mužů

### Nasazení
| Stát                           | Hráč                    | ATP | Nasazení |
| ------------------------------ | ----------------------- | --- | -------- |
|                                | Daniil Medveděv         | 2.  | 1.       |
| Kanada                         | Félix Auger-Aliassime   | 9.  | 2.       |
| USA                            | Taylor Fritz            | 14. | 3.       |
| Austrálie                      | Alex de Minaur          | 20. | 4.       |
|                                | Karen Chačanov          | 25. | 5.       |
| Nizozemsko                     | Botic van de Zandschulp | 29. | 6.       |
| USA                            | Tommy Paul              | 33. | 7.       |
| USA                            | Jenson Brooksby         | 34. | 8.       |
| Žebříček ATP k 23. květnu 2022 |                         |     |          |

### Jiné formy účasti
Následující hráči obdrželi divokou kartu do hlavní soutěže:
- Jesper de Jong
- Robin Haase
- Tim van Rijthoven

Následující hráč nastoupil do hlavní soutěže pod žebříčkovou ochranou:
- Aljaž Bedene

Následující hráči postoupili z kvalifikace:
- Matthew Ebden
- Sam Querrey
- Andreas Seppi
- Gilles Simon

### Odhlášení
před zahájením turnaje
- Marin Čilić → nahradil jej  Alejandro Tabilo
- David Goffin → nahradil jej  Kamil Majchrzak

## Mužská čtyřhra

### Nasazení
| Stát                                                                                    | Hráč                  | Stát               | Hráč              | ATP | Nasazení |
| --------------------------------------------------------------------------------------- | --------------------- | ------------------ | ----------------- | --- | -------- |
| Francie                                                                                 | Pierre-Hugues Herbert | Francie            | Nicolas Mahut     | 13. | 1.       |
| Nizozemsko                                                                              | Wesley Koolhof        | Spojené království | Neal Skupski      | 23. | 2.       |
| Salvador                                                                                | Marcelo Arévalo       | Nizozemsko         | Jean-Julien Rojer | 57. | 3.       |
| Austrálie                                                                               | Matthew Ebden         | Austrálie          | Max Purcell       | 69. | 4.       |
| Žebříček ATP k 23. květnu 2022; číslo je součtem žebříčkového postavení obou členů páru |                       |                    |                   |     |          |

### Jiné formy účasti
Následující páry obdržely divokou kartu do hlavní soutěže:
- Jesper de Jong /  Bart Stevens
- Tallon Griekspoor /   Daniil Medveděv

Následující páry nastoupily z pozice náhradníků: 
- Gijs Brouwer /  Tim van Rijthoven
- Brandon Nakashima /  Emil Ruusuvuori

### Odhlášení
před zahájením turnaje
- Marcelo Arévalo /  Jean-Julien Rojer → nahradili je  Brandon Nakashima /  Emil Ruusuvuori
- Ivan Dodig /  Austin Krajicek → nahradili je  Roman Jebavý /  Denys Molčanov
- Lloyd Glasspool /  Harri Heliövaara → nahradili je  Hugo Nys /  Édouard Roger-Vasselin
- Julio Peralta /  Franko Škugor → nahradili je  Julio Peralta /  David Vega Hernández
- Rajeev Ram /  Joe Salisbury → nahradili je  Gijs Brouwer /  Tim van Rijthoven

## Ženská dvouhra

### Nasazení
| Stát                           | Hráčka                   | WTA | Nasazení |
| ------------------------------ | ------------------------ | --- | -------- |
|                                | Aryna Sabalenková        | 7.  | 1.       |
| Švýcarsko                      | Belinda Bencicová        | 14. | 2.       |
| Kazachstán                     | Jelena Rybakinová        | 16. | 3.       |
| Slovinsko                      | Tamara Zidanšeková       | 25. | 4.       |
|                                | Ljudmila Samsonovová     | 27. | 5.       |
|                                | Veronika Kuděrmetovová   | 29. | 6.       |
|                                | Jekatěrina Alexandrovová | 31. | 7.       |
| Belgie                         | Elise Mertensová         | 32. | 8.       |
| Žebříček WTA k 23. květnu 2022 |                          |     |          |

### Jiné formy účasti
Následující hráčky obdržely divokou kartu do hlavní soutěže:
- Arianne Hartonová
- Léolia Jeanjeanová
- Suzan Lamensová

Následující hráčy nastoupily do hlavní soutěže pod žebříčkovou ochranou: 
- Kateryna Baindlová
- Kirsten Flipkensová
- Darja Savilleová

Následující hráčky postoupily z kvalifikace:
- Olivia Gadecká
- Jamie Loebová
- Caty McNallyová
- Taylah Prestonová
- Storm Sandersová
- Anastasija Tichonovová

### Odhlášení
před zahájením turnaje
- Marie Bouzková → nahradila ji  Tamara Korpatschová
- Danielle Collinsová → nahradila ji  Kirsten Flipkensová
- Darja Kasatkinová → nahradila ji  Harmony Tanová
- Anastasija Pavljučenkovová → nahradila ji  Greet Minnenová
- Aljaksandra Sasnovičová → nahradila ji  Kateryna Baindlová
- Kateřina Siniaková → nahradila ji  Darja Savilleová

## Ženská čtyřhra

### Nasazení
| Stát                                                                                    | Hráčka                 | Stát       | Hráčka            | WTA | Nasazení |
| --------------------------------------------------------------------------------------- | ---------------------- | ---------- | ----------------- | --- | -------- |
|                                                                                         | Veronika Kuděrmetovová | Belgie     | Elise Mertensová  | 6.  | 1.       |
| USA                                                                                     | Desirae Krawczyková    | Nizozemsko | Demi Schuursová   | 25. | 2.       |
| USA                                                                                     | Kaitlyn Christianová   | Mexiko     | Giuliana Olmosová | 77. | 3.       |
| Japonsko                                                                                | Eri Hozumiová          | Japonsko   | Makoto Ninomijová | 77. | 4.       |
| Žebříček WTA k 23. květnu 2022; číslo je součtem žebříčkového postavení obou členů páru |                        |            |                   |     |          |

### Jiné formy účasti
Následující páry obdržely divokou kartu do hlavní soutěže:
- Isabelle Haverlagová /  Suzan Lamensová
- Lesley Pattinama Kerkhoveová /  Yanina Wickmayerová

Následující pár nastoupil do hlavní soutěže pod žebříčkovou ochranou: 
- Paula Kania-Choduńová /  Elixane Lechemiová

### Odhlášení
před zahájením turnaje
- Anna Blinkovová /   Aljaksandra Sasnovičová → nahradily je  Paula Kania-Choduńová /  Elixane Lechemiová
- Kaitlyn Christianová /   Lidzija Marozavová → nahradily je  Kaitlyn Christianová /  Giuliana Olmosová
- Nicole Melicharová-Martinezová /  Ellen Perezová → nahradily je  Ellen Perezová /  Tamara Zidanšeková

## Přehled finále

### Mužská dvouhra
- Tim van Rijthoven vs.   Daniil Medveděv, 6–4, 6–1

### Ženská dvouhra
- Jekatěrina Alexandrovová vs.   Aryna Sabalenková 7–5, 6–0

### Mužská čtyřhra
- Wesley Koolhof /  Neal Skupski vs.  Matthew Ebden /  Max Purcell 4–6, 7–5, [10–6]

### Ženská čtyřhra
- Ellen Perezová /  Tamara Zidanšeková vs.   Veronika Kuděrmetovová /  Elise Mertensová 6–3, 5–7, [12–10]